# José Maria Chaves
José Maria Chaves (São João do Jaguaribe, 23 de outubro de 1937 — Guaramiranga, 3 de março de 2024) foi um médico escritor, coloproctologista, poeta, romancista, cronista, memorialista cearense pertencente a várias entidades científicas e literárias brasileiras.

## Formação
Formado médico pela Universidade Federal do Ceará em 1961, especializando-se em Coloproctologia. Tinha na Medicina Esportiva sua segunda especialidade.

## Atuação profissional
- Médico coloproctologista, com atuação em Fortaleza, Limoeiro do Norte e Guaramiranga.
- Professor de Cirurgia na Faculdade de Medicina da Universidade Federal do Ceará[2].
- Médico da Federação Cearense de Futebol.[nota 1][4]
- Médico do Trabalho, atuando nos Correios.[5]

## Outras ações de relevo
Membro da Guarda de Honra da Igreja Nossa Senhora das Dores, em Otávio Bonfim, Fortaleza
Foi jogador do Montese, o que o despertou para a Medicina Desportiva.
Colaborou com a fundação do Hospital Geral de Fortaleza.

## Entidades científicas e literárias
Era membro das seguintes entidades:
- Sociedade Brasileira de Coloproctologia [nota 2]
- Sociedade Brasileira de Médicos Escritores - Regional Ceará[nota 3]
- Academia Brasileira de Médicos Escritores
- Academia Cearense de Médicos Escritores[nota 4]
- Academia Limoeirense de Letras
- Academia Fortalezense de Letras
- Academia Cearense de Medicina[2]
- Sociedade Cearense de Geografia e História [6]
- Jornal do Médico[nota 5]

## Livros publicados
- Fissura anal e estresse - UFC, 1979[7]
- Além do mais... - Fortaleza: Expressão Gráfica Editora, 2011 - ISBN 978-85-7563-824-8
- Uma turma proficiente[5]
- O nubente[5]
- Alzira - caprichos de um destino[8]
- Carnaúba Literária [nota 6]
- Olívio, o predestinado[8]

Deixou inacabado um romance: O segredo de Marluce

## Prêmios, homenagens e comendas
- Medalha Jurandir Picanço, outorgada pela Universidade Federal do Ceará, pelos serviços prestados ao ensino da medicina no Ceará.[5][6]
- Comenda Jornal do Médico Fortaleza, de 2017[9]